# Accademia dei Trasformati

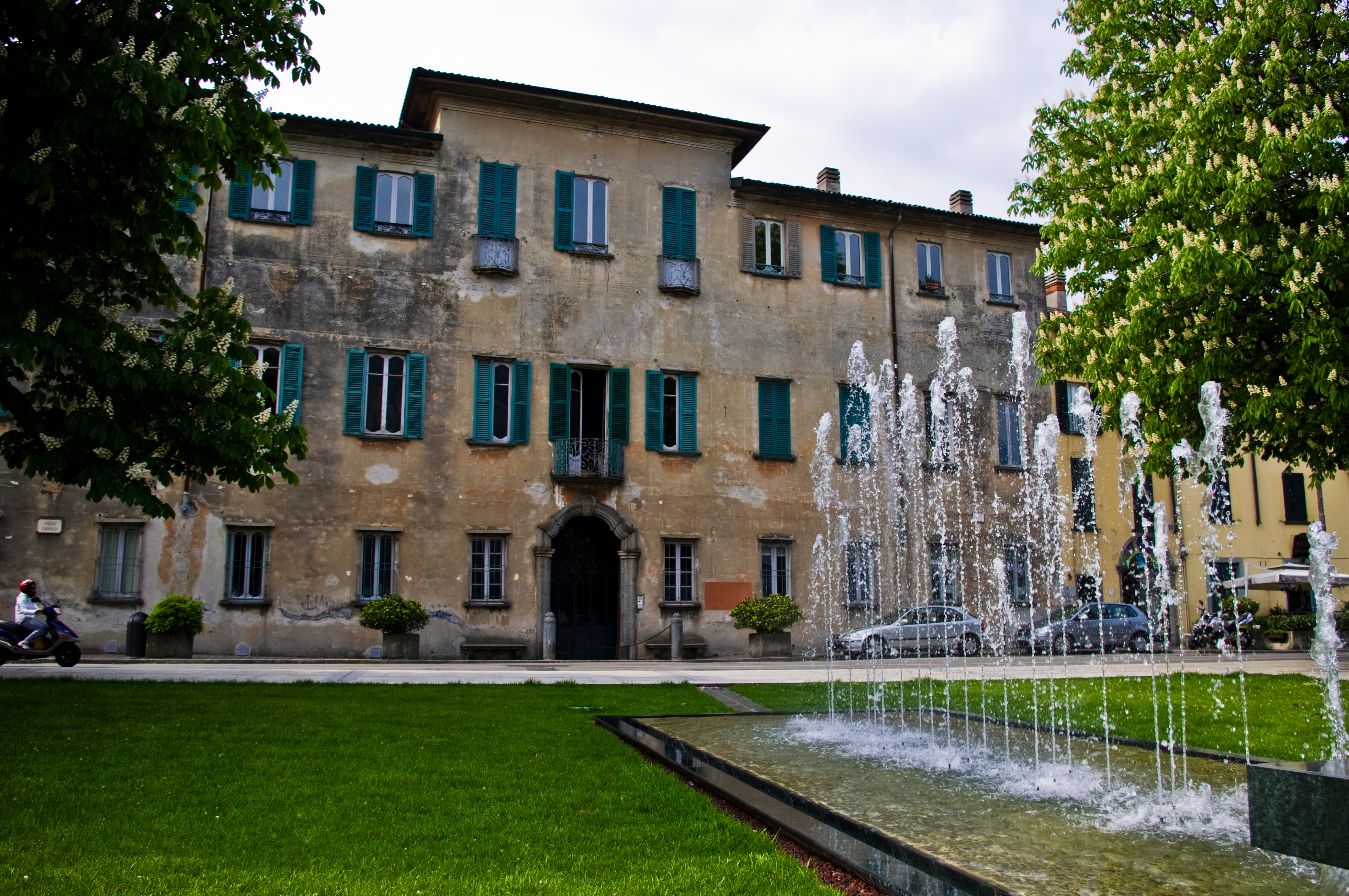
Le Palazzo Agudio-Cosonni à Malgrate destiné aux activités académiques où Parini, invité par Agudio, aurait en partie composé le Mattino

L'Accademia des Trasformati est une académie apparue à Milan en 1743 sur les bases de l'Académie du même nom du XVIe siècle.
Son « conservateur perpétuel », le comte Giuseppe Maria Imbonati, a offert sa demeure aux académiciens. Elle était essentiellement constituée de nobles et d'ecclésiastiques de haut rang, mais aussi d'intellectuels d'extractions bourgeoise ou plus populaire, comme Parini ou Domenico Balestrieri, et proposait une littérature strictement liée aux modèles de la Renaissance et aux auteurs classiques, en cherchant à dépasser l'étroitesse du modèle idyllique antique du berger arcadien pour aborder des thèmes plus modernes. 
Baretti et Pietro Verri furent membres de l'Académie avant de fonder la revue Il Caffè et l'Accademia dei Pugni. Cette dernière, plus marquée par la pensée des Lumières se différenciait de l'Accademia dei Trasformati, avec des prises de positions plus marquées.
Les académiciens se réunissaient deux fois par mois ; en outre, ils tenaient une session annuelle ouverte au public. Ils discutaient de parutions récentes, de sujets divers d'actualité.
Jusqu'en 1768 elle se tint au  Palazzo Imbonati, demeure du comte Giuseppe Maria.
Giuseppe Candido Agudio fut aussi un mécène généreux en mettant son palazzo de Malgrate dans la région de Lecco, à la disposition de différentes activités des académiciens.